# Chikkamadhure, Challakere
Chikkamadhure là một làng thuộc tehsil Challakere, huyện Chitradurga, bang Karnataka, Ấn Độ.